# Còdex de Huexotzinco

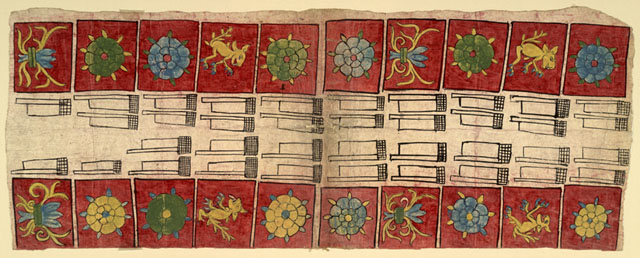
Còdex de Huexotzingo (1531)

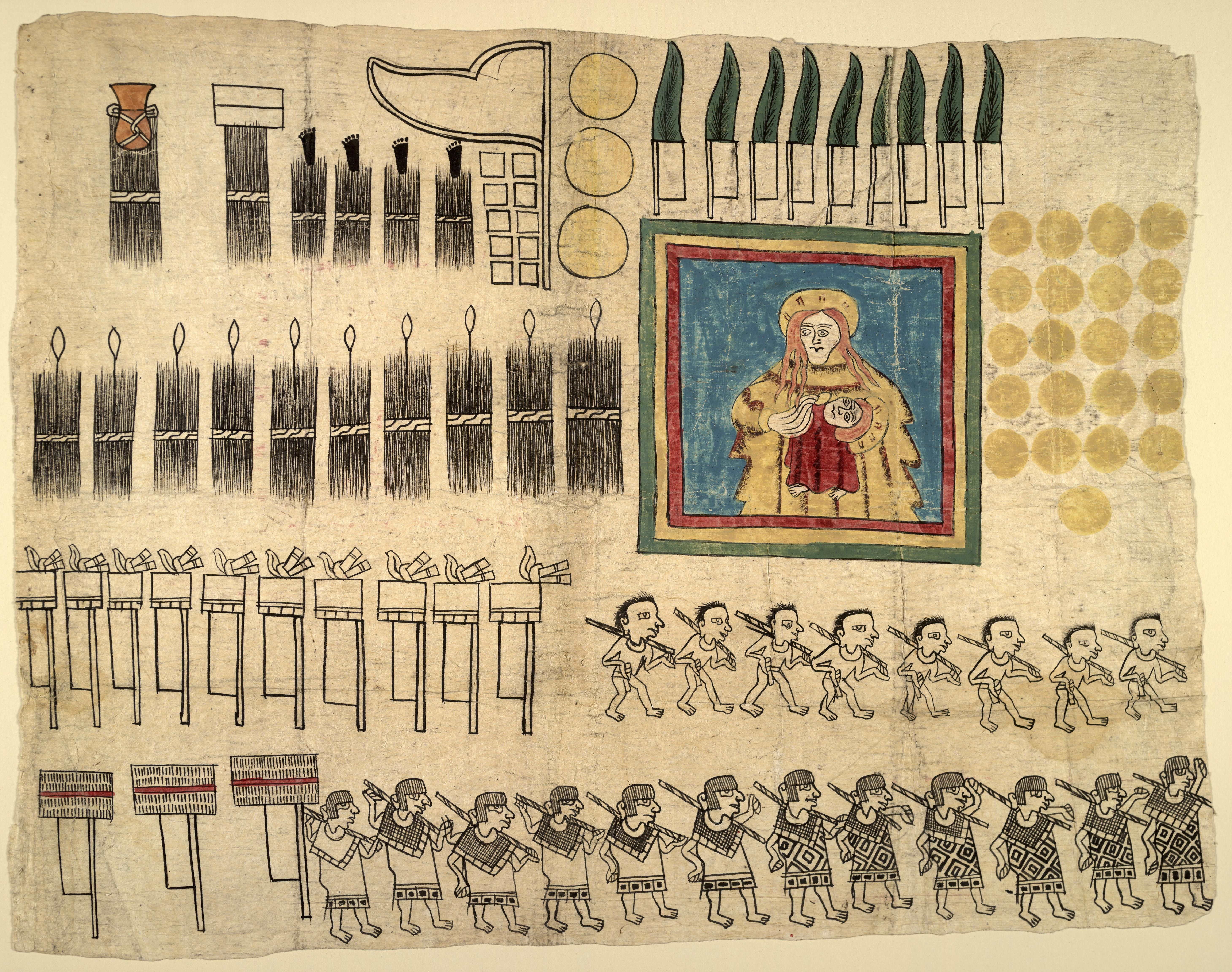
Panell 1 del còdex amb imatge de la Verge amb nen i representació simbòlica dels impostos pagats

El còdex de Huexotzinco, còdex de Huexotzingo o còdex de Huejotzingo és un document de vuit fulls de paper amate fet a Mesoamèrica el 1531.
Després de la conquesta, Huexotzinco va passar a formar part de les possessions de Cortés. Mentre aquest es trobava fora del país entre 1529 i 1530, els administradors colonials espanyols van imposar a la comunitat impostos excessius, en forma de béns i serveis. Quan Cortés va tornar, els nahuas es van unir amb ell en un cas legal contra els abusos dels administradors espanyols.
Els querellants van guanyar la demanda a Mèxic, i posteriorment a Espanya. L'expedient mostra (en un document descobert a les col·leccions de la Biblioteca del Congrés a Washington DC) que el 1538, Carlos I d'Espanya va estar d'acord amb la sentència contra els administradors espanyols i va dictaminar que dos terços de tots els impostos obtinguts dels pobladors de Huexotzinco els fossin retornats.